# Eurytoma penuria
Eurytoma penuria är en stekelart som beskrevs av Bugbee 1973. Eurytoma penuria ingår i släktet Eurytoma och familjen kragglanssteklar. Inga underarter finns listade i Catalogue of Life.